# Eldhose Paul
Eldhose Paul, né le 7 novembre 1996 à Ernakulam, est un athlète indien, spécialiste du triple saut.

## Biographie
Auteur d'un record personnel à 16,99 m le 6 avril 2022 à Thenhipalam, il atteint la finale des championnats du monde 2022 à Eugene en se classant 9e. Il remporte ensuite la médaille d'or des Jeux du Commonwealth 2022, à Birmingham avec la marque de 17,03 m, devenant le premier indien titré dans cette épreuve. Il devance son compatriote Abdulla Aboobacker et le Bermudien Jah-Nhai Perinchief.

## Palmarès
| Date | Compétition           | Lieu       | Résultat | Temps   |
| ---- | --------------------- | ---------- | -------- | ------- |
| 2022 | Championnats du monde | Eugene     | 9e       | 16,79 m |
| 2022 | Jeux du Commonwealth  | Birmingham | 1er      | 17,03 m |

## Records
| Épreuve     | Performance | Lieu        | Date         |
| ----------- | ----------- | ----------- | ------------ |
| Triple saut | 16,99 m     | Thenhipalam | 6 avril 2022 |